# Kronika žhavého léta
Kronika žhavého léta je československý propagandistický film z roku 1973 režiséra Jiřího Sequense na motivy Řezáčova románu Bitva. Děj filmu se odehrává ve výjimečně suchém létě roku 1947, odtud pak jeho název.